# Tarso Marques
Tarso Anibal Sant'anna Marques, född 19 januari 1976 i Curitiba, är en brasiliansk racerförare.

## Racingkarriär
Marques började köra karting som elvaåring och nådde framgång i de regionala mästerskapen i Brasilien. 1992 gick han till Formel Chevrolet och vann den brasilianska mästartiteln under sin första säsong. Året efter körde han i den sydamerikanska formel 3-serien och blev då den yngste föraren som vunnit ett formel 3-lopp. 1994 flyttade Marques till Europa och formel 3000. Han körde först för Vortex och i slutet av året för det Elf-sponsrade DAMS-stallet. I Estoril blev han den yngste föraren som någonsin vunnit ett formel 3000-lopp.
Marques gjorde debut i formel 1 som andreförare i Minardi i de två sydamerikanska loppen säsongen 1996. Därefter blev han stallets reserv- och testförare och senare ledde han även ett däcktestningsarbete för Bridgestone. 1997 var Marques var tillbaka i Minardi som förare men fick bara köra tio lopp, varefter han löstes från sitt kontrakt och blev arbetslös 1998. Han beslöt då att flytta till Nordamerika.
1999 tävlade Marques i Champ Car för Payton-Coyne Racing. Han fick även tävla för Marlboro Team Penske under sex lopp, men hans resultat räckte inte till för att få behålla jobbet. 2000 återvände Marques till Payton-Coyne Racing och 2001 till Europa, formel 1 och Minardi, men blev där frånkörd av Fernando Alonso, Marques som inte var en "pay-driver" skulle få lämna stallet så fort en förare med sponsorpengar kom, vilket skedde efter Belgiens Grand Prix då Alex Yoong fick hans plats i stallet. 2004 var Marques tillbaka i USA och tävlade i Champ Car, men fick lämna sitt team efter bara ett par tävlingar.

## F1-karriär
| Säsong | Stall/Tillverkare | Poäng | Placering |
| ------ | ----------------- | ----- | --------- |
| 1996   | Minardi-Ford      | 0     | –         |
| 1997   | Minardi-Hart      | 0     | –         |
| 2001   | Minardi-European  | 0     | –         |